# Río Communities
Río Communities es un lugar designado por el censo ubicado en el condado de Valencia en el estado estadounidense de Nuevo México. En el Censo de 2010 tenía una población de 4723 habitantes y una densidad poblacional de 290,79 personas por km².

## Geografía
Río Communities se encuentra ubicado en las coordenadas 34°38′27″N 106°42′20″O / 34.64083, -106.70556. Según la Oficina del Censo de los Estados Unidos, Rio Communities tiene una superficie total de 16.24 km², de la cual 16.22 km² corresponden a tierra firme y (0.16%) 0.03 km² es agua.

## Demografía
Según el censo de 2010, había 4723 personas residiendo en Río Communities. La densidad de población era de 290,79 hab./km². De los 4723 habitantes, Río Communities estaba compuesto por el 83.38% blancos, el 2.33% eran afroamericanos, el 1.67% eran amerindios, el 0.51% eran asiáticos, el 0.02% eran isleños del Pacífico, el 9.08% eran de otras razas y el 3.01% pertenecían a dos o más razas. Del total de la población el 46.22% eran hispanos o latinos de cualquier raza.